# Беби Џејн Хадсон
Беби Џејн Хадсон је измишљени лик из романа Шта се догодило са Беби Џејн? (1960), Хенрија Фарела. Култно извођење Беби Џејн је 1962. дала глумица Бети Дејвис у филму Шта се догодило са Беби Џејн?, а 1991. снимљена је и истоимена ТВ–серија у којој је у овој улози била Лин Редгрејв. Дејвисова је за овај филм била у конкуренцији за Оскара за најбољу главну глумицу, а Амерички филмски институт је њену Беби Џејн прогласио за једног од педесет највећих филмских зликоваца свих времена.

## О лику
Прича о Џејн Хадсон почиње 1917. године, када почиње нагли раст њене популарности. Џејн која је тада била тинејџерка, играла је и певала са својим оцем широм земље и била позната као Беби Џејн. Све то време њена сестра Бланш гледа како Џејн постаје звезда, док је она у потпуности запостављена. Прича се потом пребацује неколико година у будућност, када су обе сестре познате глумице, с тим што је Бланш далеко популарнија од сестре. Џејн заправо и не добија улоге, а и за оне које добије може да захвали утицају своје сестре. Једног дана Бланш доживљава тешку саобраћјану и постаје непокретна. О њој почиње да се стара Џејн, која је постала персонификација пропале звезде и гротескна карикатура свог детињства. Дубоко потонула у алкохолизам и ментално оболела, она и даље носи детиње хаљине у којима је наступала као девојчица, прави плетенице и на главу ставља машну. Поред тога, она нештедимице физички и ментално злоставља Бланш – туче је, изгладњује и не дозвољава јој да изађе из куће. Када њихова служавка покуша да пријави случај, а Бланш безуспешно покуша да побегне, Џејнино лудило кулминира и она планира да убије сестру. Међутим, уместо тога само је киднапује. Полиција сазнаје за то и проналази их на локалној плажи. Бланш је управо испричала сестри шта се догодило оне ноћи када је она повређена. Наиме, она је за своју несрећу окривила Беби Џејн, која је била толико пијана да није могла да разазна шта је урадила а шта не. Осећајући огромну грижу савести због пропасти сестрине блиставе каријере, али и нормалног живота, Џејн се годинама повлачила у свој свет, где је све било лепо и једноставно – као у детињству.